# Woodall-Zahl
Eine Woodall-Zahl ist eine natürliche Zahl der Form:
{\displaystyle W_{n}=n\cdot 2^{n}-1}
für eine natürliche Zahl {\displaystyle n\geq 1}. Die ersten Woodall-Zahlen sind:
1, 7, 23, 63, 159, 383, 895, 2047, 10239, 22527, 49151, 106495, 229375, 491519, 1048575, 2228223, 4718591, 9961471, 20971519, 44040191, … (Folge A003261 in OEIS)

## Geschichte
Woodall-Zahlen wurden zuerst von Allan J. C. Cunningham und H. J. Woodall im Jahr 1917 beschrieben. Dabei wurden beide inspiriert von James Cullen, der eine ähnliche Zahlenfolge definierte: die Cullen-Zahlen.

## Ähnliche Folgen
Die Cullen-Zahlen sind definiert durch:
{\displaystyle C_{n}=n\cdot 2^{n}+1,n\in \mathbb {N} }
Infolge gilt:
{\displaystyle C_{n}-W_{n}=2}.
Aufgrund dieser Ähnlichkeit werden Woodall-Zahlen auch als Cullen-Zahlen 2. Ordnung bezeichnet.

## Woodall-Primzahlen
Eine Woodall-Zahl, die gleichzeitig Primzahl ist, wird als Woodall-Primzahl bezeichnet. Die ersten Exponenten {\displaystyle n}, für die Woodall-Zahlen solche Woodall-Primzahlen darstellen, sind:
{\displaystyle n} = 2, 3, 6, 30, 75, 81, 115, 123, 249, 362, 384, 462, 512, 751, 822, 5312, 7755, 9531, 12379, 15822, 18885, 22971, 23005, 98726, 143018, 151023, 667071, 1195203, 1268979, 1467763, 2013992, 2367906, 3752948, 17016602, … (Folge A002234 in OEIS)
{\displaystyle W_{n}} = 7, 23, 383, 32212254719, 2833419889721787128217599, … (Folge  A050918 in OEIS)
Vor allem die größeren Woodall-Primzahlen wurden durch das BOINC-Projekt PrimeGrid gefunden.
Die bisher größte Woodall-Primzahl wurde am 22. März 2018 berechnet und lautet:
{\displaystyle W_{17016602}=17016602\cdot 2^{17016602}-1=8508301\cdot 2^{17016603}-1}
Diese Zahl hat 5.122.515 Stellen und wurde vom Italiener Diego Bertolotti, einem Teilnehmer des Internet-Projekts PrimeGrid, entdeckt.
Es ist bekannt, dass es keine weiteren primen Woodall-Zahlen bis {\displaystyle n<14508061} gibt. Es wird aber vermutet, dass es unendlich viele Woodall-Primzahlen gibt.

## Eigenschaften von Woodall-Zahlen
- Fast alle Woodall-Zahlen sind zusammengesetzte Zahlen (bewiesen von Christopher Hooley im Jahr 1976).[6][7]
- Die Primzahl {\displaystyle p} teilt die Woodall-Zahl {\displaystyle W_{\frac {p+1}{2}}}, wenn das Jacobi-Symbol {\displaystyle \left({\frac {2}{p}}\right)=+1} ist.[6]
- Die Primzahl {\displaystyle p} teilt die Woodall-Zahl {\displaystyle W_{\frac {3p-1}{2}}}, wenn das Jacobi-Symbol {\displaystyle \left({\frac {2}{p}}\right)=-1} ist.[6]
- Es gilt:

{\displaystyle W_{4}=4\cdot 2^{4}-1=63} und {\displaystyle W_{5}=5\cdot 2^{5}-1=159} sind beide durch drei teilbar.
Jede weitere sechste Woodall-Zahl {\displaystyle W_{n}} ist ebenfalls durch {\displaystyle 3} teilbar. Somit ist {\displaystyle W_{n}} nur dann möglicherweise eine Woodall-Primzahl, wenn der Index {\displaystyle n} nicht 4 oder 5 (modulo 6) ist.
- Die einzigen beiden bekannten Primzahlen, die Woodall-Primzahlen und gleichzeitig Mersenne-Primzahlen darstellen, sind (Stand: Mai 2019):

{\displaystyle {\begin{array}{rrrrl}W_{2}=&M_{3}=&2\cdot 2^{2}-1=&2^{3}-1=&7\\W_{512}=&M_{521}=&512\cdot 2^{512}-1=&2^{521}-1\approx &6{,}8648\cdot 10^{156}\end{array}}}

## Verallgemeinerte Woodall-Zahlen
Zahlen der Form {\displaystyle n\cdot b^{n}-1} mit {\displaystyle n+2>b} bezeichnet man als verallgemeinerte Woodall-Zahlen.
Ist diese Zahl eine Primzahl, so nennt man sie verallgemeinerte Woodall-Primzahl.
Die Bedingung {\displaystyle n+2>b} ist notwendig, denn ohne diese Bedingung wäre jede Primzahl {\displaystyle p} eine verallgemeinerte Woodall-Primzahl, weil {\displaystyle p=1\cdot (p+1)^{1}-1} wäre.
Die kleinsten {\displaystyle n}, für die {\displaystyle n\cdot b^{n}-1} prim ist, sind für aufsteigendes {\displaystyle b} = 1, 2, …:
3, 2, 1, 1, 8, 1, 2, 1, 10, 2, 2, 1, 2, 1, 2, 167, 2, 1, 12, 1, 2, 2, 29028, 1, 2, 3, 10, 2, 26850, 1, 8, 1, 42, 2, 6, 2, 24, 1, 2, 3, 2, 1, 2, 1, 2, 2, 140, 1, 2, 2, 22, 2, 8, 1, 2064, 2, 468, 6, 2, 1, 362, 1, 2, 2, 6, 3, 26, 1, 2, 3, 20, 1, 2, 1, 28, 2, 38, 5, 3024, 1, 2, 81, 858, 1, … (Folge A240235 in OEIS)
Es folgt eine Auflistung der ersten verallgemeinerten Woodall-Primzahlen für Basen von {\displaystyle b} zwischen 1 und 30. Diese {\displaystyle n} wurden zumindest bis 200000 untersucht. Wenn für {\displaystyle n} die Bedingung {\displaystyle n+2>b} nicht gilt, aber trotzdem die Zahl {\displaystyle n\cdot b^{n}-1} prim ist, wird sie in Klammern gesetzt:
| {\displaystyle b} | {\displaystyle n}, sodass {\displaystyle n\cdot b^{n}-1} prim ist | untersucht bis  | OEIS-Folge            |
| ----------------- | --- | --------------- | --------------------- |
| 1                 | 3, 4, 6, 8, 12, 14, 18, 20, 24, 30, 32, 38, 42, 44, 48, 54, 60, 62, 68, 72, 74, 80, 84, 90, 98, 102, 104, 108, 110, 114, 128, 132, 138, 140, 150, 152, 158, 164, 168, 174, 180, 182, 192, 194, 198, 200, 212, 224, 228, 230, 234, 240, 242, 252, 258, 264, 270, 272, 278, 282, 284, 294, … (alle Primzahlen plus 1) | alle Primzahlen | Folge A008864 in OEIS |
| 2                 | 2, 3, 6, 30, 75, 81, 115, 123, 249, 362, 384, 462, 512, 751, 822, 5312, 7755, 9531, 12379, 15822, 18885, 22971, 23005, 98726, 143018, 151023, 667071, 1195203, 1268979, 1467763, 2013992, 2367906, 3752948, 17016602,…                                                                                              | 14508061        | Folge A002234 in OEIS |
| 3                 | (1), 2, 6, 10, 18, 40, 46, 86, 118, 170, 1172, 1698, 1810, 2268, 4338, 18362, 72662, 88392, 94110, 161538, 168660, 292340, 401208, 560750, 1035092, … | 1058000         | Folge A006553 in OEIS |
| 4                 | (1, 2), 3, 5, 8, 14, 23, 63, 107, 132, 428, 530, 1137, 1973, 2000, 7064, 20747, 79574, 113570, 293912, …, 1993191, … | 1000000         | Folge A086661 in OEIS |
| 5                 | 8, 14, 42, 384, 564, 4256, 6368, 21132, 27180, 96584, 349656, 545082, … | 1000000         | Folge A059676 in OEIS |
| 6                 | (1, 2, 3), 19, 20, 24, 34, 77, 107, 114, 122, 165, 530, 1999, 4359, 11842, 12059, 13802, 22855, 41679, 58185, 145359, 249987, … | 876000          | Folge A059675 in OEIS |
| 7                 | (2), 18, 68, 84, 3812, 14838, 51582, … | 350000          | Folge A242200 in OEIS |
| 8                 | (1, 2), 7, 12, 25, 44, 219, 252, 507, 1155, 2259, 2972, 4584, 12422, 13905, 75606, … | 513000          | Folge A242201 in OEIS |
| 9                 | 10, 58, 264, 1568, 4198, 24500, … | 975000          | Folge A242202 in OEIS |
| 10                | (2, 3, 8), 11, 15, 39, 60, 72, 77, 117, 183, 252, 396, 1745, 2843, 4665, 5364, … | 500000          | Folge A059671 in OEIS |
| 11                | (2, 8), 252, 1184, 1308, … | 500000          | Folge A299374 in OEIS |
| 12                | (1, 6), 43, 175, 821, 910, 1157, 13748, 27032, 71761, 229918, … | 500000          | Folge A299375 in OEIS |
| 13                | (2, 6), 563528, … | 570008          | Folge A299376 in OEIS |
| 14                | (1, 3, 7), 98, 104, 128, 180, 834, 1633, 8000, 28538, 46605, 131941, 147684, 433734, … | 500000          | Folge A299377 in OEIS |
| 15                | (2, 10), 14, 2312, 16718, 26906, 27512, 41260, 45432, 162454, 217606, … | 500000          | Folge A299378 in OEIS |
| 16                | 167, 189, 639, … | 500000          | Folge A299379 in OEIS |
| 17                | (2), 18, 20, 38, 68, 3122, 3488, 39500, … | 400000          | Folge A299380 in OEIS |
| 18                | (1, 2, 6, 8, 10), 28, 30, 39, 45, 112, 348, 380, 458, 585, 17559, 38751, 43346, 46984, 92711, … | 400000          | Folge A299381 in OEIS |
| 19                | (12), 410, 33890, 91850, 146478, 189620, 280524, … | 400000          | Folge A299382 in OEIS |
| 20                | (1, 18), 44, 60, 80, 123, 429, 1166, 2065, 8774, 35340, 42968, 50312, 210129, … | 250000          | Folge A299383 in OEIS |
| 21                | (2, 18), 200, 282, 294, 1174, 2492, 4348, … | 200000          |                       |
| 22                | (2, 5), 140, 158, 263, 795, 992, 341351, … | 200000          |                       |
| 23                | 29028, … | 200000          |                       |
| 24                | (1, 2, 5, 12), 124, 1483, 22075, 29673, 64593, … | 200000          |                       |
| 25                | (2), 68, 104, 450, … | 500000          |                       |
| 26                | (3, 8), 79, 132, 243, 373, 720, 1818, 11904, 134778, … | 200000          |                       |
| 27                | (10, 18, 20), 2420, 6638, 11368, 14040, 103444, … | 450000          |                       |
| 28                | (2, 5, 6, 12, 20), 47, 71, 624, 1149, 2399, 8048, 30650, 39161, … | 200000          |                       |
| 29                | 26850, 237438, 272970, … | 200000          |                       |
| 30                | (1), 63, 331, 366, 1461, 3493, 4002, 5940, 13572, 34992, 182461, 201038, … | 200000          |                       |

Die bisher größte bekannte verallgemeinerte Woodall-Primzahl ist {\displaystyle 5287180\cdot 9^{5287180}-1=5287180\cdot 3^{10574360}-1}. Sie hat 5.045.259 Stellen und wurde am 3. November 2024 von Ryan Propper und Serge Batalov entdeckt.